# Ulica ks. Kazimierza Jancarza w Krakowie
Ulica ks. Kazimierza Jancarza – ulica w Krakowie, położona w całości w dzielnicy XV Mistrzejowice.

## Przebieg
Ulica rozpoczyna swój bieg na skrzyżowaniu z ulicą Bohomolca i ks. Kurzei, gdzie staje się fizycznym przedłużeniem tej pierwszej. Stamtąd bez żadnych przecznic biegnie w kierunku wschodnim do skrzyżowania z ulicami Parnickiego (po lewej stronie) i Załuskich (po prawej). Około 100 metrów dalej przy ulicy znajdują się po prawej stronie pętla tramwajowa, a po lewej pętla autobusowa „Mistrzejowice”. Autobusy z tego miejsca odjeżdżają w obu kierunkach, jak i również przelotowo, natomiast tramwaje wyjeżdżają tylko w kierunku wschodnim. Dalej w ciągu ulicy znajduje się skrzyżowanie z ulicami Nagłowicką (po lewej stronie) i Miśnieńską (po prawej). Następnie ulica biegnie około 270 metrów do następnego czterowlotowego skrzyżowania, do którego po lewej stronie dochodzi ulica Wawelska, z kolei po prawej ulica Łęczycka. Stamtąd już przez ostatnie 170 metrów, ulica prowadzi do ronda na skrzyżowaniu z ulicą Wiślicką i Srebrnych Orłów, by tam zakończyć bieg, a jej fizycznym przedłużeniem staje się ta druga arteria.

## Historia
Ulica we wschodniej części została wytyczona na przełomie lat 60. i 70. XX wieku, w związku z budową założenia architektoniczno-urbanistycznego Mistrzejowic. W 1974 roku w ciągu ulicy oddano przedłużone z Bieńczyc torowisko tramwajowe do pętli „Mistrzejowice”, która ulokowana była dokładnie na końcu ówczesnej ulicy Srebrnych Orłów. Nazwa upamiętniająca księdza Kazimierza Jancarza została nadana jednojezdniowemu fragmentowi ulicy Srebrnych Orłów na zachód od ronda na skrzyżowaniu z ulicą Wiślicką w 1991 roku. Odcinek dwujezdniowy ówczesnej ulicy Srebrnych Orłów od wspomnianego ronda na wschód do dziś zachował swoją pierwotną nazwę. W roku 2002 nastąpiła przebudowa torowiska tramwajowego, biegnącego wzdłuż wschodniej części ulicy. Realizacja odcinków ulicy, od pętli tramwajowo-autobusowej na zachód była prowadzona stopniowo od lat 90. XX wieku. Ostatecznie połączenie ulicy Jancarza z ulicą Bohomolca zostało zbudowane w roku 2006, kończąc tym samym realizację pełnego ciągu komunikacyjnego wiodącego od Mistrzejowic w kierunku Prądnika Czerwonego oraz centrum Krakowa.

## Infrastruktura
Ulica ks. Jancarza jest w większości drogą dwupasmową z torowiskiem tramwajowym, biegnącym wzdłuż ulicy od wschodniego jej końca do pętli „Mistrzejowice”. Na ulicy znajduje się jeden zespół przystanków autobusowych MPK Kraków – „Kurzei” (przy skrzyżowaniu z ulicami Bohomolca i Kurzei na początku ulicy), a także trzy zespoły przystanków tramwajowo-autobusowych - „Mistrzejowice” (pętla tramwajowo-autobusowa i zespół przystanków przelotowych przy skrzyżowaniu z ulicami Parnickiego i Załuskich), „Miśnieńska” (przy skrzyżowaniu z ulicami Nagłowicką i Miśnieńską) i „Os. Złotego Wieku” (między skrzyżowaniami z ulicą Łęczycką i Wiślicką). Autobusy w kierunku centrum Krakowa odjeżdżają z przystanków w kierunku zachodnim, z kolei tramwaje w kierunku wschodnim. W przyszłości są jednak plany, aby linię tramwajową od pętli „Mistrzejowice” przedłużyć przez Prądnik Czerwony w kierunku centrum Krakowa, do pętli „Cmentarz Rakowicki” lub przez ulicę Meissnera do Wieczystej. W otoczeniu arterii znajduje się m.in. Kościół św. Maksymiliana Marii Kolbego, położone naprzeciw siebie pawilony handlowe na Osiedlu Tysiąclecia (mieszczący m.in. drogerię „Rossmann”, Urząd Pocztowy, Filię 49 Biblioteki Kraków, a także inne lokale handlowe i usługowe) i Złotego Wieku (mieszczący m.in. sklep sieci „Lewiatan” oraz inne punkty handlowe i usługowe) oraz Plac Targowy „Złoty Wiek”.
Ulicę otaczają osiedla na początkowym fragmencie Srebrnych Orłów od północy i Oświecenia od południa. Na dalszym odcinku osiedla od północy Złotego Wieku i od południa Tysiąclecia.

## Galeria

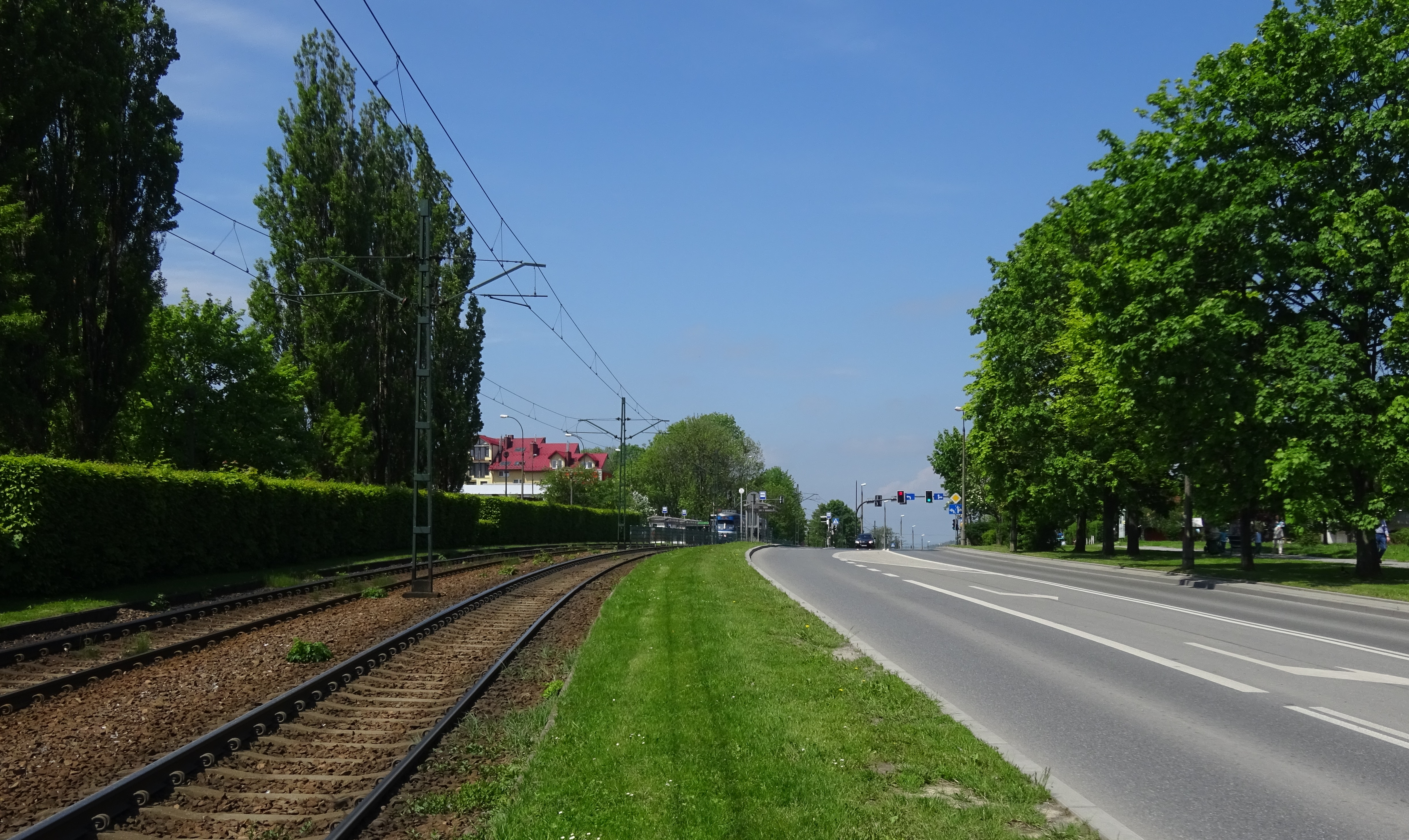
Widok odcinka między skrzyżowaniami z ulicą Miśnieńską i Łęczycką w kierunku zachodnim
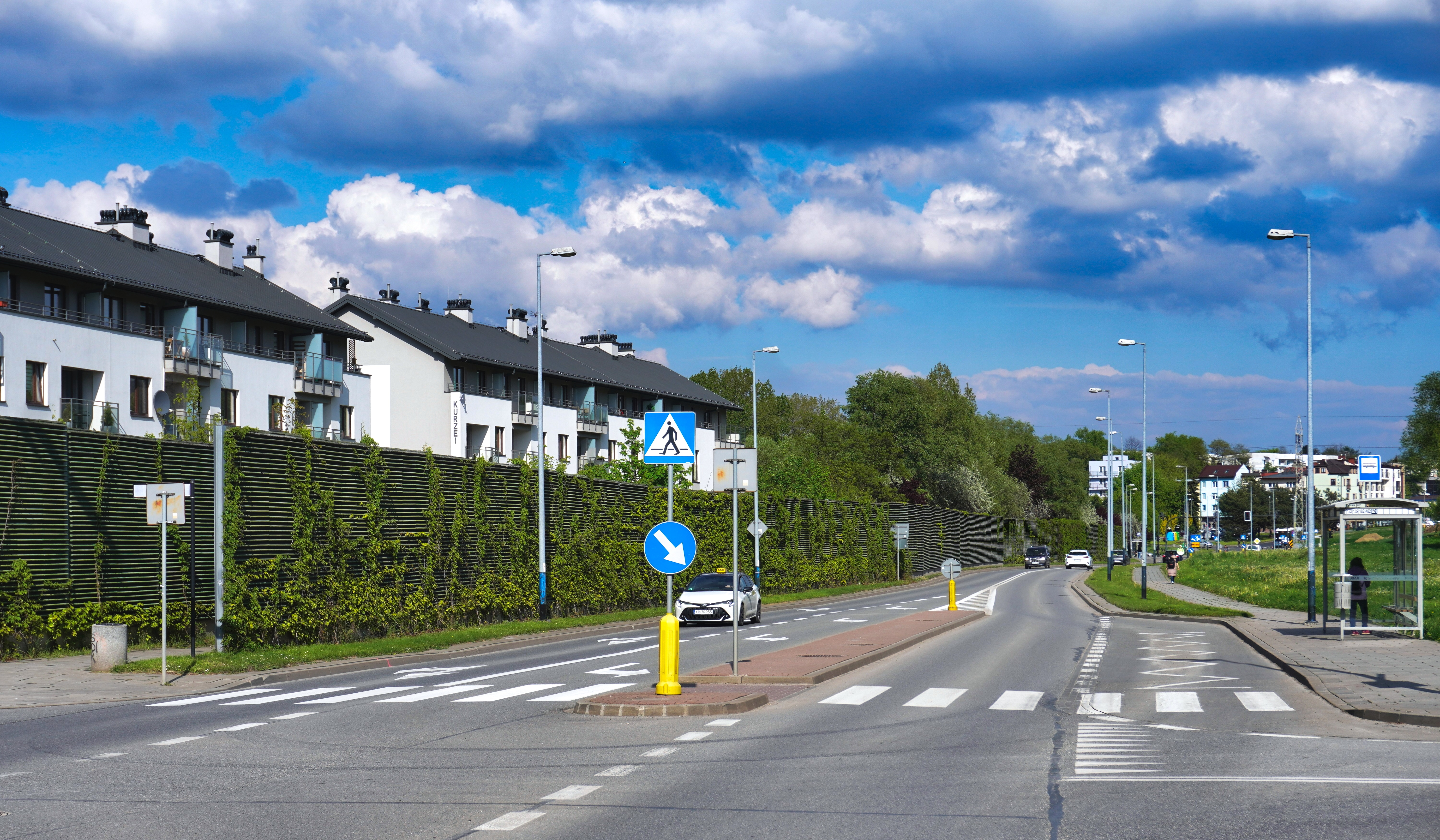
Widok ulicy od zachodu, od skrzyżowania z ulicami ks. Kurzei i Bohomolca